# Càrex de Davall
El càrex de Davall (Carex davalliana) és una espècie herbàcia de planta del gènere Càrex.
És originària de gran part del centre d'Europa i als Països Catalans només es troba als prats alpins dels Pirineus generalment entre els 1600 i 2350 m d'altitud.
Fa gespa però no estolons i viu en zones calcàries principalment
És una planta de sexualitat dioica amb peus masculins i femenins en plantes separades i amb espigues diferents. Fa de 10 a 50 cm d'alt i floreix d'abril a juliol.